# Constantin Ahnger
Constantin Ahnger, född 10 november 1855 i Kuopio, död 27 juni 1942 i Helsingfors, var en finländsk ingenjör och entomolog samt hovråd. Han var bror till operasångaren Alexandra Ahnger.
Ahnger anställdes på 1880-talet vid ryska telegrafverket och stationerades först i Irkutsk, senare i Taganrog. Han kvarstod på sin post också efter revolutionen, men återvände till Finland 1933. Han sysslade på sina tjänstgöringsorter med omfattande insamlingar, huvudsakligen av insekter. Två insektssläkten och 33 arter är uppkallade efter honom.